# Destruction de Safed
La destruction de Safed en 1660 survient pendant la lutte de pouvoir des Druzes (1658–1667) (en) au Mont Liban, sous le règne du sultan ottoman Mehmed IV,,,. Les villes de Safed et de Tibériade (en), avec leurs importantes communautés juives, sont détruites dans le chaos,,,,,,. Seuls quelques anciens habitants de Safed retournent dans la ville après la destruction,. Gershom Scholem considère les rapports de 1662 sur la destruction de Safed comme « exagérés ». Cependant, la communauté se rétablit en quelques années, tandis que Tiberias reste en ruines pendant des décennies.

## Contexte historique
Le rôle central de Safed dans la vie juive en Galilée décline après la fin du XVIe siècle, alors qu'elle était une ville majeure avec une population de 15 000 Juifs. Dans la seconde moitié du XVIIe siècle, Safed possède encore une majorité juive avec 200 « maisons » et environ 4 000 à 5 000 résidents juifs, tandis qu'environ 100 « maisons » (unités familiales multiples) de la ville sont musulmanes. Le district est sous le contrôle des émirs druzes de la dynastie Ma'n (en) jusqu'en 1660, lorsque les Ottomans cherchent à reprendre le contrôle local en réorganisant les sandjaks de Safed et de Sidon-Beyrouth dans la nouvelle province de Sidon. De la mort de l'émir Mulhim Ma'n (en) en 1658 jusqu'en 1667, une lutte de pouvoir entre ses fils et d'autres dirigeants druzes soutenus par les Ottomans a lieu dans la région. Le fils de Mulhim, Ahmad Maʿn, sort victorieux parmi les Druzes, mais les Maʿnīs perdent le contrôle de la région, et se retirent dans les montagnes du Chouf et du Kisrawan. Dans la seconde moitié du XVIIe siècle, Safed devient la capitale du sandjak ottoman du même nom.
Adler, Franco et Mendelssohn affirment que la destruction de Safed a eu lieu en 1660, Mendelssohn écrivant que les Juifs de Safed « avaient beaucoup souffert » lorsque la ville avait été détruite par les Arabes,,.
Gershom Scholem situe l'attaque en 1662, et Rappel écrit qu'en 1662, Safed et Tiberias sont toutes deux détruites, avec seulement quelques anciens résidents juifs de Safed revenant dans la ville. Une publication du Conseil général de la communauté juive d'Eretz Yisrael indique que les Druzes du Liban ont attaqué et détruit à la fois Safed et Tiberias en 1662, « et les habitants ont fui vers les villages voisins, vers Sidon ou Jérusalem ».

## Le massacre
Rosanes rapporte une « destruction totale » de la communauté juive de Safed dans son livre « Histoire des Juifs dans le royaume turc »[réf. nécessaire]. Cependant, Gershom Scholem écrit que les rapports sur la « destruction totale » de la communauté juive de Safed à cette époque « semblent grandement exagérés, et les conclusions qui en sont tirées sont fausses ». Il souligne que le mouvement mystique de Sabbataï Tsevi est actif à Safed en 1665. Scholem attribue également au « commerçant français d'Arvieux qui a visité Safed en 1660 » une compréhension du « facteur religieux qui a permis à la communauté de survivre », une croyance « que le Messie qui naîtra en Galilée fera de Safed la capitale de son nouveau royaume sur terre. » Scholem écrit qu'il y avait définitivement une communauté juive à Safed entre 1664 et 1667.

## La communauté juive de Safed dans les années ultérieures.
Seuls quelques anciens habitants de Safed étaient revenus dans la ville après la destruction. Dans l'ensemble, la communauté juive de la ville a continué d'exister malgré les événements, Barnai affirmant que « dans la seconde moitié du XVIIe siècle, la présence juive en Palestine a diminué, et la présence juive en Galilée s'est également réduite. Seule Safed comptait une petite communauté. »